# Форт-Нельсон 2
Форт-Нельсон 2 (англ. Fort Nelson 2) — індіанська резервація в Канаді, у провінції Британська Колумбія, у межах регіонального округу Нортерн-Рокіс.

## Населення
За даними перепису 2016 року, індіанська резервація нараховувала 451 особу, показавши скорочення на 1,3%, порівняно з 2011-м роком. Середня густина населення становила 4,9 осіб/км².
З офіційних мов обидвома одночасно не володів жоден з жителів, тільки англійською — 450. Усього 60 осіб вважали рідною мовою не одну з офіційних, з них усі — одну з корінних мов.
Працездатне населення становило 50% усього населення, рівень безробіття — 38,9%.
Середній дохід на особу становив $32 060 (медіана $20 480), при цьому для чоловіків — $34 440, а для жінок $29 224 (медіани — $18 176 та $23 488 відповідно).
20,8% мешканців мали закінчену шкільну освіту, не мали закінченої шкільної освіти — 45,8%, 31,9% мали післяшкільну освіту, з яких 8,7% мали диплом бакалавра, або вищий.
| Статево-вікова структура населення | Статево-вікова структура населення | Статево-вікова структура населення | Статево-вікова структура населення | Статево-вікова структура населення |
| ---------------------------------- | ---------------------------------- | ---------------------------------- | ---------------------------------- | ---------------------------------- |
|                                    |                                    |                                    |                                    |                                    |
| Всього                             | Всього                             | 54,4%45,6%                         |                                    |                                    |
| 0 — 14 років                       | 0 — 14 років                       |                                    | 20,2%                              | 20,2%                              |
| 15 — 64 років                      | 15 — 64 років                      |                                    | 70,8%                              | 70,8%                              |
| 65 і більше                        | 65 і більше                        |                                    | 9%                                 | 9%                                 |
| 85 і більше                        | 85 і більше                        |                                    | 1,1%                               | 1,1%                               |
| Середній вік (років)               | Середній вік (років)               | 35,336,3                           | 35,7                               | 35,7                               |
| Медіана (років)                    | Медіана (років)                    | 33,838,5                           | 35,2                               | 35,2                               |
| — чоловіки — жінки                 |                                    |                                    |                                    |                                    |

| Походження мешканців:     | Походження мешканців:     | Походження мешканців: | Походження мешканців: | Походження мешканців: |
| ------------------------- | ------------------------- | --------------------- | --------------------- | --------------------- |
| Походження                |                           |                       | осіб                  | %                     |
| Корінні американці        | Корінні американці        |                       | 410                   | 90.11%                |
| Інше північноамериканське | Інше північноамериканське |                       | 25                    | 5.49%                 |
| Європейське               | Європейське               |                       | 95                    | 20.88%                |
| британське                | британське                |                       | 55                    | 12.09%                |
| французьке                | французьке                |                       | 15                    | 3.3%                  |
| українське                | українське                |                       | 15                    | 3.3%                  |
| Азійське                  | Азійське                  |                       | 10                    | 2.2%                  |

### Клімат
Резервація знаходиться у зоні, котра характеризується континентальним субарктичним кліматом. Найтепліший місяць — липень із середньою температурою 17.1 °C (62.8 °F). Найхолодніший місяць — січень, із середньою температурою -20.3 °С (-4.6 °F).
| Клімат Форт-Нельсона 2-го | Клімат Форт-Нельсона 2-го | Клімат Форт-Нельсона 2-го | Клімат Форт-Нельсона 2-го | Клімат Форт-Нельсона 2-го | Клімат Форт-Нельсона 2-го | Клімат Форт-Нельсона 2-го | Клімат Форт-Нельсона 2-го | Клімат Форт-Нельсона 2-го | Клімат Форт-Нельсона 2-го | Клімат Форт-Нельсона 2-го | Клімат Форт-Нельсона 2-го | Клімат Форт-Нельсона 2-го | Клімат Форт-Нельсона 2-го |
| Показник                  | Січ.                      | Лют.                      | Бер.                      | Квіт.                     | Трав.                     | Черв.                     | Лип.                      | Серп.                     | Вер.                      | Жовт.                     | Лист.                     | Груд.                     | Рік                       |
| Абсолютний максимум, °C   | 10,7                      | 15                        | 17,8                      | 27,3                      | 32,1                      | 33,9                      | 36,7                      | 34,4                      | 32,8                      | 26,7                      | 18,3                      | 10,7                      | 36,7                      |
| Середній максимум, °C     | −16,1                     | −9,5                      | −1,1                      | 9,6                       | 16,4                      | 21,5                      | 23,2                      | 21,4                      | 15,3                      | 5,2                       | −8,8                      | −14,6                     | 5,2                       |
| Середня температура, °C   | −20,3                     | −15,2                     | −7,6                      | 3                         | 9,7                       | 15,1                      | 17,1                      | 15,1                      | 9,2                       | 0,5                       | −12,8                     | −18,7                     | −0,4                      |
| Середній мінімум, °C      | −24,6                     | −20,8                     | −14,2                     | −3,6                      | 3                         | 8,6                       | 10,9                      | 8,8                       | 3,1                       | −4,2                      | −16,7                     | −22,8                     | −6                        |
| Абсолютний мінімум, °C    | −51,7                     | −48,3                     | −39,4                     | −34,4                     | −15                       | −1,1                      | 1,1                       | −4,5                      | −16,7                     | −28,6                     | −41,1                     | −47,8                     | −51,7                     |
| Норма опадів, мм          | 21.5                      | 14.9                      | 18.8                      | 18.9                      | 49                        | 63                        | 78.4                      | 71.3                      | 40.2                      | 32.6                      | 25.6                      | 18                        | 452.1                     |
| Днів з дощем              | 0,3                       | 0,1                       | 0,4                       | 2,8                       | 9,5                       | 12,9                      | 14,6                      | 12,7                      | 10,1                      | 5                         | 0,5                       | 0,3                       | 69,2                      |
| Днів зі снігом            | 11,6                      | 9,9                       | 9,1                       | 4,5                       | 1,6                       | 0,1                       | 0                         | 0,2                       | 1,1                       | 5,7                       | 11,2                      | 11,2                      | 66,1                      |
| Вологість повітря, %      | 88                        | 89                        | 68                        | 57                        | 56                        | 61                        | 67                        | 68                        | 74                        | 78                        | 91                        | 91                        | 74                        |
| ------------------------- | ------------------------- | ------------------------- | ------------------------- | ------------------------- | ------------------------- | ------------------------- | ------------------------- | ------------------------- | ------------------------- | ------------------------- | ------------------------- | ------------------------- | ------------------------- |
| Джерело: Weatherbase      |                           |                           |                           |                           |                           |                           |                           |                           |                           |                           |                           |                           |                           |